# Trần Đức Lương
Trần Đức Lương (Quảng Ngãi, 5 mei 1937 – Hanoi, 20 mei 2025) was een Vietnamees politicus. Van 1997 tot 2006 was hij de president van Vietnam.
Trần Đức Lương studeerde geologie in Hanoi waarna hij als cartograaf werkzaam was. In 1959 werd hij lid van de Communistische Partij van Vietnam en in de jaren 70 was hij functionaris in de partij. In 1987 werd hij viceminister-president, waarna hij in 1996 lid werd van het politbureau van de Communistische Partij. Van 1997 tot 2006 was hij president van zijn land. Hij werd opgevolgd door Nguyễn Minh Triết.
Trần Đức Lương overleed op 20 mei 2025 in zijn woonplaats Hanoi. Hij werd 88 jaar oud.